# Ђуртелеку Шимлеулуј
Ђуртелеку Шимлеулуј (рум. Giurtelecu Şimleului, мађ. Somlyógyőrtelek) је град на северозападу Румуније, у покрајини Салај. Смештен је на надморској висини између 190 и 267 метара.

## Демографија
|       | становника |
| ----- | ---------- |
| 2002. | 1.055      |
| 1992. | 1.149      |
| 1920. | 1.395      |
| 1910. | 1.322      |
| 1900. | 1.216      |
| 1890. | 1.059      |
| 1880. | 996        |
| 1869. | 1.190      |
| 1847. | 684        |
| 1750. | 231        |
| 1720. | 90         |
| 1715. | 72         |